# IC 648/2
IC 648/2 је галаксија у сазвијежђу Лав која се налази на листи објеката дубоког неба у Индекс каталогу.
Деклинација објекта је + 12° 17' 24" а ректасцензија 10h 51m 0,7s. Привидна величина (магнитуда) објекта IC 648 износи 13,7 а фотографска магнитуда 14,7. IC 6482 је још познат и под ознакама MCG 2-28-17, CGCG 66-40.